# Benicarló
Benicarló, en valencien et en castillan, est une commune d'Espagne de la province de Castellón dans la Communauté valencienne. Elle est située dans la comarque de Baix Maestrat et dans la zone à prédominance linguistique valencienne. Elle fait partie de la mancomunidad de la Taula del Sénia.

## Géographie

Localisation de Benicarló
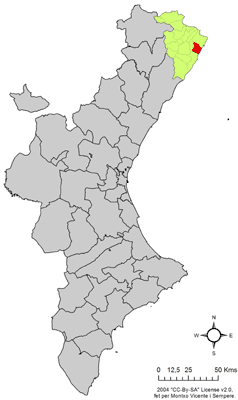
dans la Communauté valencienne.
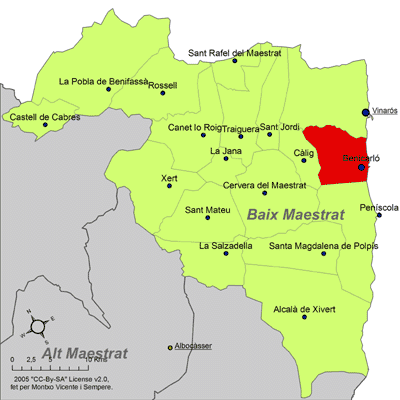
dans la comarque de Baix Maestrat.

Située sur la côte de la Méditerranée (Costa del Azahar) et entourée de jardins (huertas) irrigués, Benicarló possède un climat privilégié propre au littoral sur lequel elle se trouve. Au nord de la commune se trouve l'embouchure de la Rambla de Cervera (ou riu Sec).
On accède à cette localité depuis Castellón en prenant la N-340 ou la AP-7. La ville possède une gare : la gare de Benicarló-Peníscola.
Localités limitrophes :
Benicarló est voisine des localités de Vinaròs, Cálig, et Peñíscola.

## Histoire

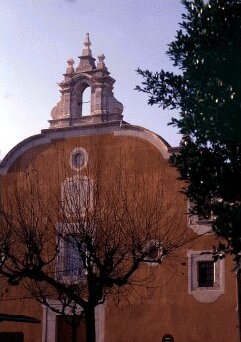
Couvent San Francisco.

- Les origines anciennes de Benicarló (ou Binicarló) sont attestées par les vestiges matériels trouvés dans les sites ibériques de la Tossa et du Puig de la Nau ; le développement maximum est atteint aux VIe et Ve siècles av. J.-C. On peut voir leurs murailles, ou plutôt, leurs restes, dans les environs de Benicarló.
- Le Beni-Gazló arabe, hameau dépendant du château de Peñíscola, a été reconquis par le roi Jacques Ier le Conquérant.
- Le 14 juin 1236 depuis Saragosse, Jacques Ier accorde une "charte de repeuplement" (Carta Puebla) du lieu de Benicastló, à 30 Repobladores (« repeupleurs ») et leurs familles.
- En 1250, Jacques Ier dispense les habitants de Benicarló de l'obligation de monter des gardes à Peñíscola.
- En 1294, le lieu passe au pouvoir de l'Ordre du Temple et postérieurement, en 1319, à celui de l'Ordre de Montesa, entamant à ce moment une étape de croissance économique et sociale sans précédent jusqu'alors.
- En 1359, Benicarló devient autonome par rapport à Peñíscola.
- En 1370, Pierre le Cérémonieux lui concède le droit d'embarquer et de débarquer des marchandises depuis ses plages sans avoir à payer de droits.
- Pendant les Germanías, la population fut loyale au roi et à l'Ordre de Montesa ; c'est pour cela qu'elle fut assiégée par les agermanados en 1521. Cette conduite lui a permis d'obtenir, le 20 octobre 1523, le titre de cité et d'autres privilèges sur l'importation de blé et la tenue d'une foire annuelle pour la fête de San Bartolomé.
- En 1556, elle doit repousser l'assaut des pirates turcs.
- Au milieu du XVIIe siècle, Benicarló, comme d'autres villages valenciens, souffre des effets d'une épidémie de peste bubonique qui a entraîné plus de 500 morts.
- Le début du siècle suivant est marqué par la guerre de Succession, pendant laquelle la ville s'est rendue au général Asfeld (1706).
- Pendant la Guerre d'Indépendance, elle a résisté aux attaques de Suchet et a participé activement à la création de guérillas.
- Pendant les guerres carlistes, elle doit subir les attaques de Ramón Cabrera.
- En 1883 est créée la Companyia del Port ; on entreprend en 1886 la construction d'un môle d'embarquement, le port n'étant achevé qu'au début du siècle suivant.

Ce port exporte la production de vin (17 millions de litres en 1890).
- Au début du XXe siècle, le phylloxéra détruit pratiquement toutes les vignes de la région et va entraîner la disparition de cette production.
- Le décret royal du roi Alphonse XIII, en date du 22 octobre 1926, concède au village le titre de ville.
- Durant la guerre civile, Benicarló a été bombardée par l'aviation franquiste en plusieurs occasions. Le bombardement du 3 avril 1938 s'est soldé par 17 morts et plus de 30 blessés.

## Démographie
La population qui en 1794 était de 1 300 personnes, était passée à 2 182 en 1877. Cette courbe ascendante se verra fixée vers 1900-1930 par la crise dans l'agriculture, la production et l'exportation du vin. Mais à partir de 1930, la croissance démographique se stabilise.
| 1990   | 1992   | 1994   | 1996   | 1998   | 2000   | 2002   | 2004   | 2005   | 2007   | 2009   | 2013   | 2016   | 2018   |
| ------ | ------ | ------ | ------ | ------ | ------ | ------ | ------ | ------ | ------ | ------ | ------ | ------ | ------ |
| 18 200 | 18 550 | 19 005 | 19 229 | 19 350 | 19 908 | 21 488 | 22 653 | 25 244 | 25 248 | 26 655 | 26 491 | 26 486 | 26 744 |

## Administration
| \|Liste des Alcades' |                             |                        |         |
| Période              | Identité                    | Parti                  | Qualité |
| 1979-1983            | José Maria Febrer Callís    | Grup Independent Garbí | -       |
| 1983-1987            | Juan Vicente Rambla         | PSPV-PSOE              | -       |
| 1987-1991            | Jaime Mundo Alberto         | PP                     | -       |
| 1991-1995            | Jaime Mundo Alberto         | PP                     | -       |
| 1995-1999            | Jaime Mundo Alberto         | PP                     | -       |
| 1999-2003            | Jaime Mundo Alberto         | PP                     | -       |
| 2003-2007            | José Enrique Escuder Arín   | PSPV-PSOE              | -       |
| 2007-2011            | Marcelino Domingo Pruñonosa | PP                     | -       |
| 2011-2015            | Marcelino Domingo Pruñonosa | PP                     | -       |
| 2015-2019            | Xaro Miralles Ferrando      | PSPV-PSOE              | -       |
| 2019-                | Xaro Miralles Ferrando      | PSPV-PSOE              | -       |

## Économie
La production de vin à la fin du XIXe siècle a joué un rôle très important. Il s'agissait du vin appelé Vino Carlón, qui constituait la plus grande source de richesse de la cité. Par exemple, en 1890, ont été exportés 17 millions de litres. La catastrophe du phylloxéra détruisit pratiquement toutes les vignes de la zone, faisant disparaître complètement cette culture.
Entre 1931 et 1944 a été construit le port actuel, entraînant le développement du secteur de la pêche qui, aujourd'hui, maintient une flotte de plus de 50 embarcations. Cette flotte a pêché ces dernières années, une moyenne de 1 500 tonnes annuelles de toute sorte de poissons, en particulier des rougets, merlans, poulpes, baudroies, soles et langoustines.
Dans les années 1960 du siècle passé, Benicarló est devenu un lieu d'immigration. Les raisons qui attirent cette population sont : l'industrie (entre autres celle du meuble, les distilleries d'essences chimiques et la construction) et l'essor touristique.
Concernant l'agriculture, il faut signaler que le territoire de Benicarló possède une grande quantité d'exploitations agricoles, aussi bien en terrain irrigué que non irrigué. On notera la production du renommé artichaut (produit bénéficiant d'une Dénomination d'Origine), agrumes, tomates et autres produits.

### Artichaut de Benicarló
L'artichaut (Cynara scolymus) se cultive surtout dans les régions méditerranéennes et dans les zones qui jouissent d'un climat doux. Sa consommation date de plus de deux mille ans. Ces plantes ont été considérées déjà par les anciens comme une nourriture appréciable, et elle était recommandée spécialement avec de la coriandre, du vin, de l'huile d'olive et du garum, nom d'une célèbre sauce de poisson utilisée dans l'antiquité. C'est un grand chardon comme l'indique la racine arabe de son nom « épine de terre ». Ce grand chardon apparaît dans l'écu de la cité de Benicarló comme reflet de l'importance qu'avait ce produit dans cette zone, déjà dans l'antiquité.

## Sites et monuments
- Chapelle du Christ de la Mer. (Église de Saint-Pierre). Elle se trouve au voisinage du port ; elle est populairement connue comme l'Ermitage du Christ de la Mer ; ce Christ a toujours été l'objet d'une profonde dévotion à Benicarló. La légende raconte qu'en 1650 accosta sur les plages de Benicarló une embarcation d'où débarqua César Cataldo portant une statue du Christ en Croix ; son arrivée fut qualifiée de prodigieuse et les miracles que répandit la Sainte Statue encore plus.

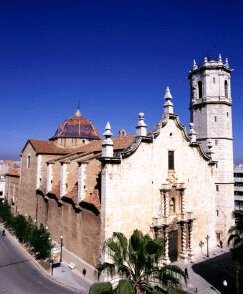
Église San Bartolomé.

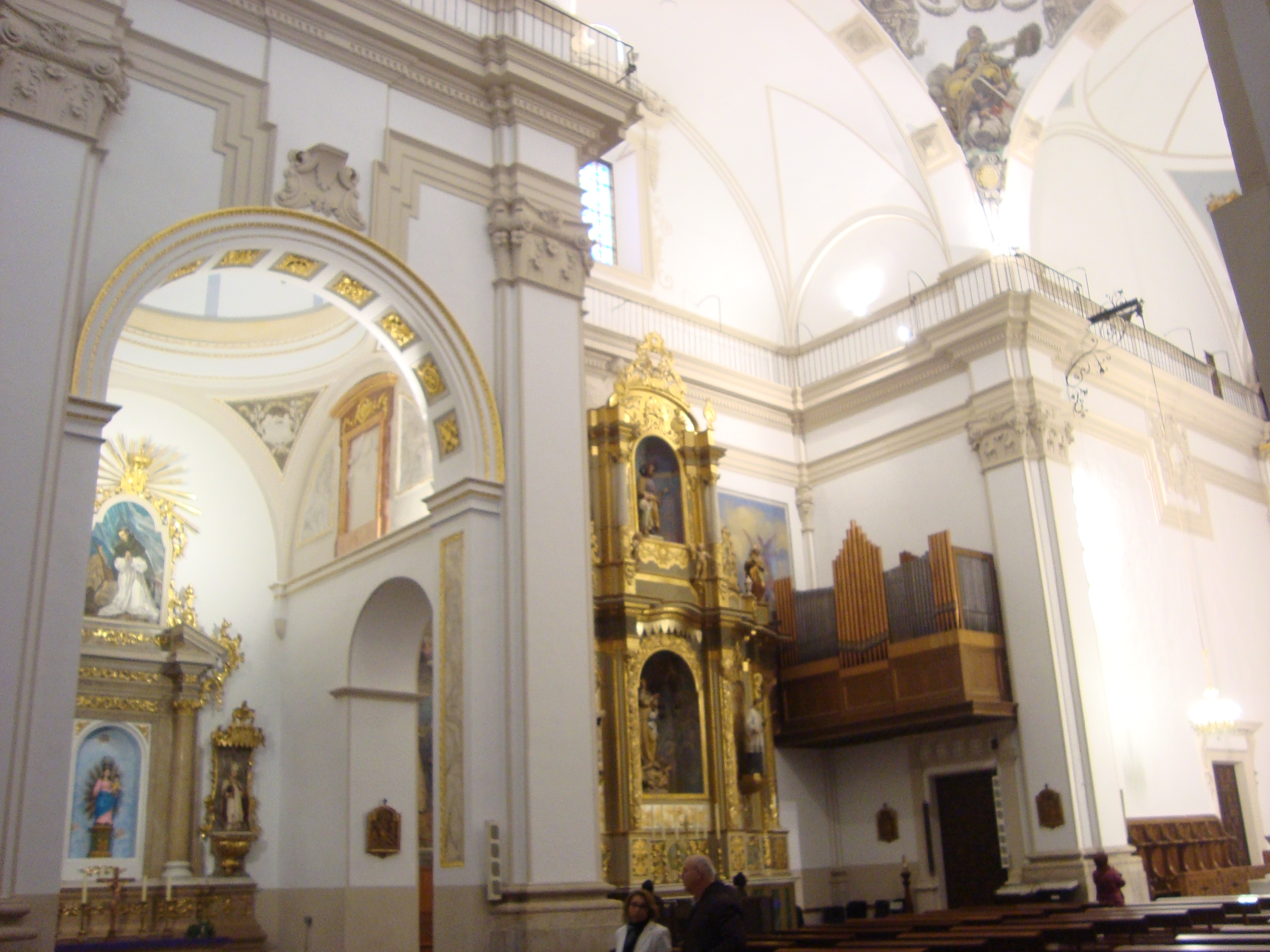
Église de San Bartolomé (Benicarló).

- Église de San Bartolomé (Benicarló).Église Paroissiale de Sant Bartomeu. Datant du XVIIIe siècle, avec un portail baroque et un clocher octogonal. La grande façade baroque est en pierre et encadre le portail, constitué de deux parties : la partie supérieure forme une grande niche avec la statue de San Bartolomé entourée par deux colonnes torses. L'intérieur de l'édifice est formé d'une nef unique avec un transept et des chapelles entre les contreforts ; sur le transept s'élève une grande coupole. Le retable de la Vierge del Remedio est une peinture avec la Vierge et l'Enfant assis sur un trône, entourés par différents saints. Cette œuvre d'art est attribuée à l'artiste Vicente Macip.

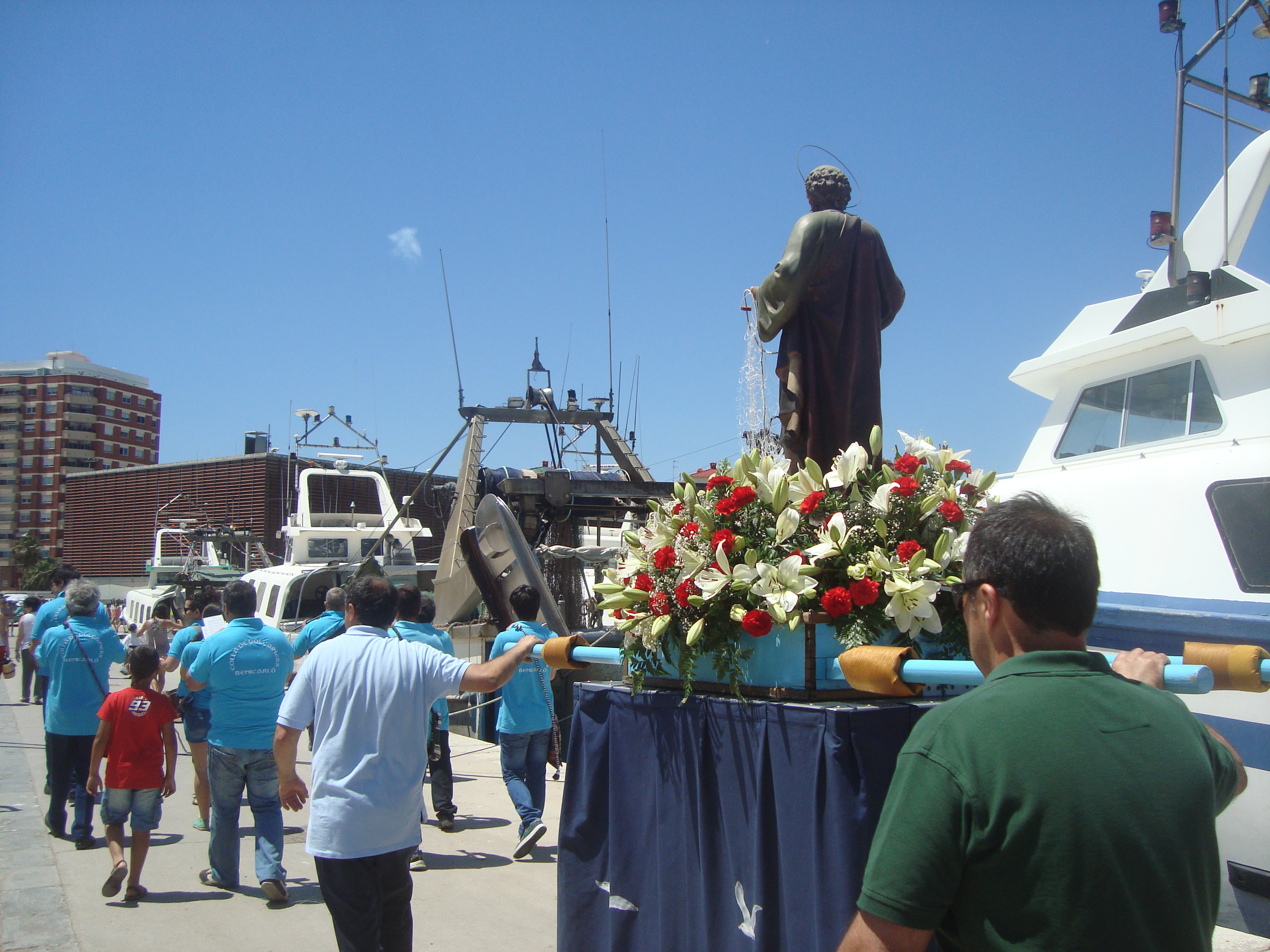
Romería marinera de San Pedro 2014, cofradía de pescadores San Telmo de Benicarló.

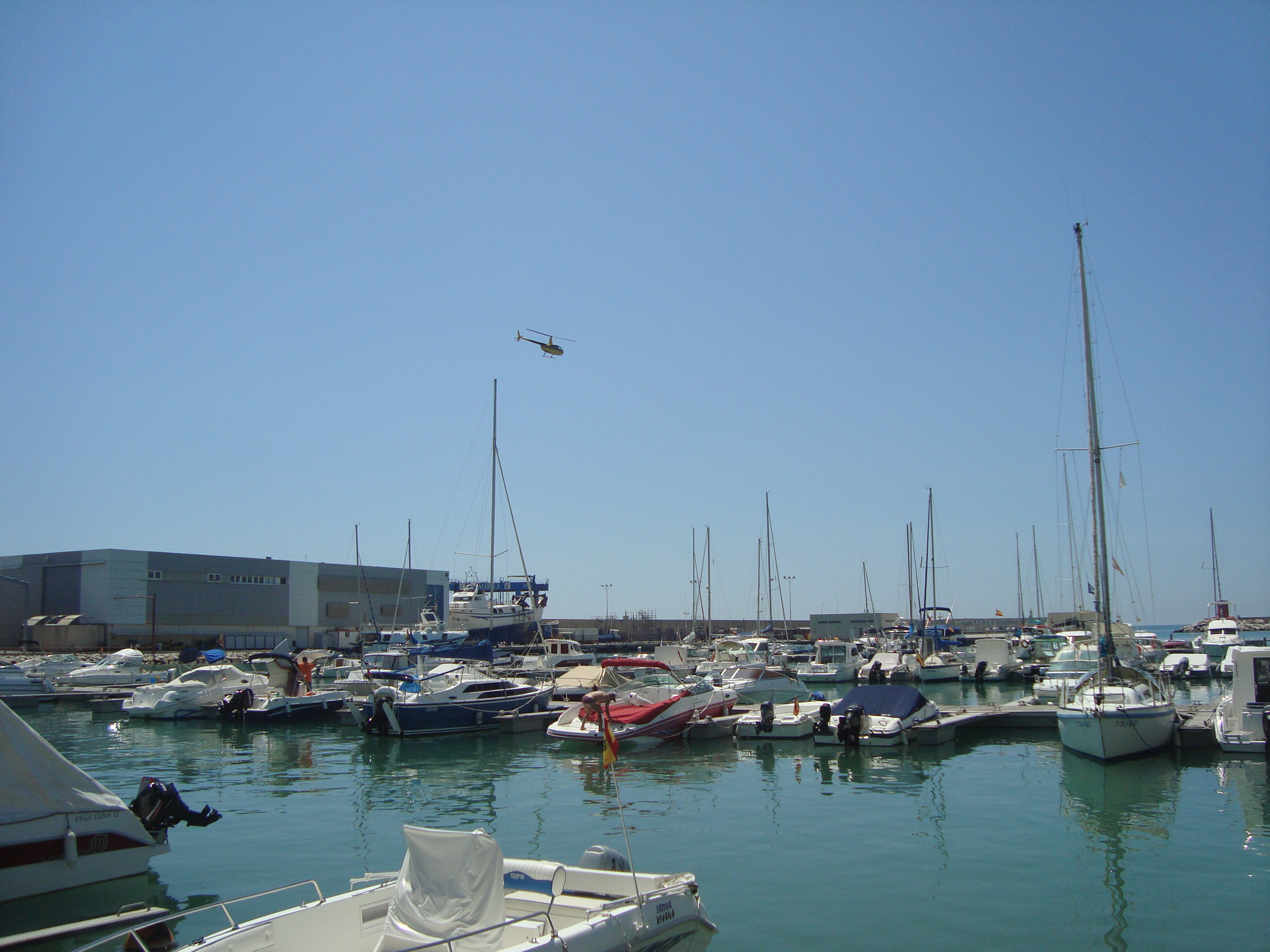
Puerto Deportivo Marina Benicarló.

- Couvent de Sant Francesc. Construit vers 1578 en dehors des murs de la ville ; le cloître est une construction austère et simple ; l'église, bien que transformée au XVIIIe siècle, conserve la structure originelle du XVIe siècle; elle a une nef unique, sans chapelles latérales ; la façade de style baroque, se termine par une corniche dessinant une ligne brisée et un clocheton couronnant le tout.

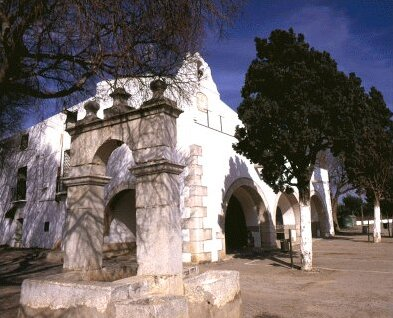
Ermitage de San Gregorio.

- Ermitage de San Gregorio. Se trouve à deux kilomètres et demi du village. C'est un ermitage d'origine ancienne ; la date de sa construction est inconnue ; la statue de San Gregorio est une sculpture de bois polychrome, de facture rustique bien qu'expressive, probablement du premier tiers du XVIe siècle. L'ermitage a un ample portique formé par cinq arcs de pierre ouvragée. Tous les neuf mai, fête de San Gregorio, donnent lieu à un pèlerinage traditionnel, avec une procession.
- Maison du Marquis de Benicarló.
- Musée historique et archéologique municipal, inauguré en 1982. Y est exposé le matériel archéologique des sites de la ville et du Baix Maestrat, tout particulièrement celui des cultures ibériques et pré-ibériques.

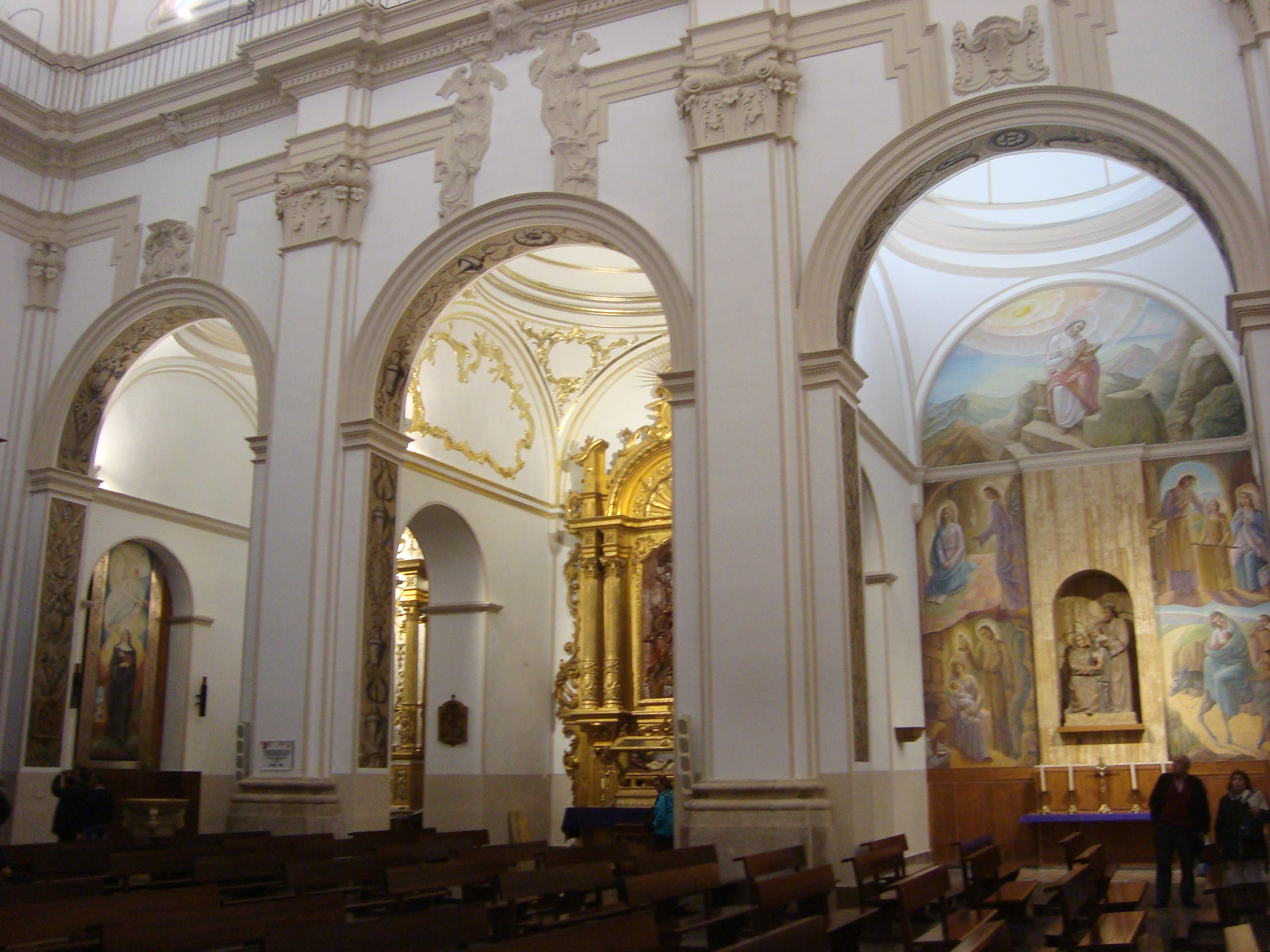
Église de San Bartolomé (Benicarló).

- Port du Benicarló Église de San Bartolomé (Benicarló).Plage de la Caracola.

## Fêtes

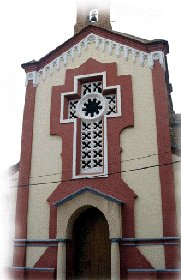
Chapelle Cristo en Mar

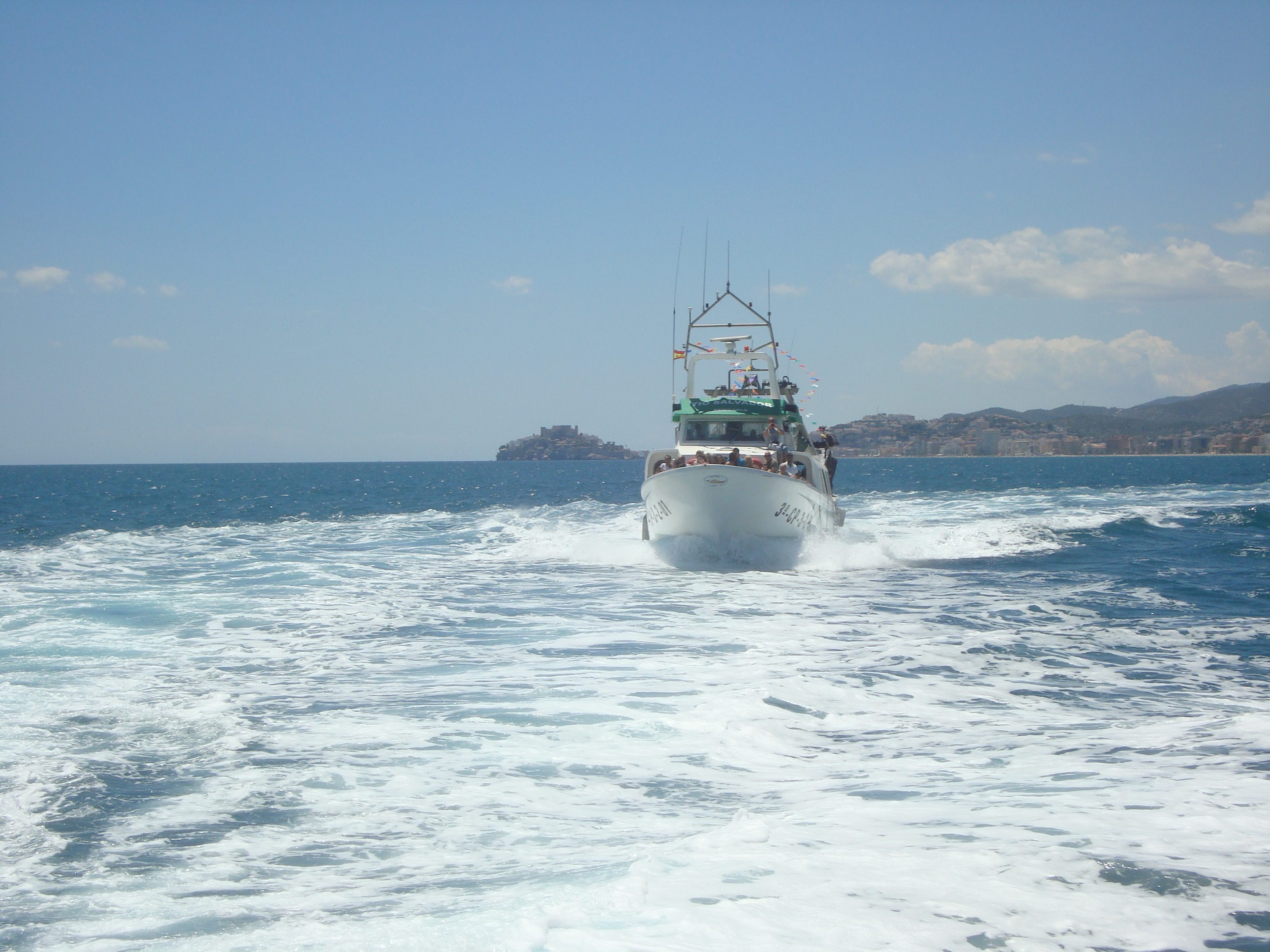
Barque de pêche, en arrière plan, Peníscola

- Barque de pêche, en arrière plan, PeníscolaFêtes patronales. Elles se célèbrent  en l'honneur de San Bartolomé le 24 août, des saints Senén et Abdón et de Santa Maria del Mar : la seconde quinzaine du mois d'août commencent ces fêtes ; la liste des manifestations comprend des concerts populaires, des bals, des spectacles enfantins, des toros, des vachettes, "correfocs", tir au pigeon, géants et grosses têtes, toro emboulé, habaneras, gastronomie de produits de la mer, festival marin, pétanque, bataille de fleurs, feux d'artifice, etc.

- Fallas. San José, fête qui se célèbre le 19 mars, et sa Semaine Fallera, avec tout l'attirail que cela suppose, pétards, fusées, feux d'artifice, "mascletades", toros et les 11 monuments falleros qui brûleront la nuit du Saint. De nos jours et après les fêtes patronales, c'est celle qui a la plus grande importance.

- San Antonio Abad (saint Antoine abbé). Se célèbre le 17 janvier, fête dans laquelle se multiplient les feux de joie dans les rues, où se passe la populaire "Grillade", joyeuse réunion de voisins autour des feux de joie, pour rôtir les produits typiques de la terre et de la mer; artichauts, "petxines", côtelettes, etc. Le soir, sur la place de l'église, on brûle le "Dimoni", mannequin à l'image du démon, pour chasser les esprits maléfiques.

- San Gregorio. a lieu le 9 mai. C'est le jour où tous les habitants de la cité se dirigent en pèlerinage vers l'Ermitage du Saint, dans une ambiance de saine allégresse ; ils marchent derrière la statue du Saint, qui dans la passé, libéra la cité de ses malheurs.

- San Isidro, 15 mai. C'est la Fête par excellence des laboureurs : défilés, expositions agricoles, procession; ce jour-là, on délaisse les outils agricoles pour profiter du printemps et célébrer la prochaine récolte que l'on attend durant tout le reste de l'année.

- Semaine Sainte. La célébration annuelle du mystère central de la foi chrétienne, le mystère de la passion, mort et résurrection de Jésus voit à Benicarló la participation de sept confréries, ce qui dénote l'importance qu'ont ces célébrations dans la cité.

### Autres fêtes
- Fête de l'Artichaut. À Benicarló, ce produit a toujours tenu un rôle important chez les agriculteurs et depuis de nombreuses années on célèbre cette fête, avec une série des manifestations socio-culturelles qui culminent avec une grandiose "grillade" d'artichauts. De même ont lieu des journées gastronomiques ayant pour thème ce produit.

## Gastronomie
De la gastronomie locale, on doit détacher en premier lieu, les plats à base de riz comme l'arròs a banda, la paella del terreny, ou le rossejat. Est également typique la olla barrejada. À cause du port de pêche, un plat essentiel de la gastronomie est le suquet de peix, ainsi que les extraordinaires langoustines de Benicarló, ou les très bons calamars, seiches, poulpes, "galères", soles, et tant d'autres délicieux produits de la mer.
Également le chevreau au four ou le lapin al "Maestrat" font les délices des autochtones et des étrangers.
Parmi les desserts, on ne peut oublier les pastissets de cabell d'àngel, ou le coc ràpid, carquinyolis, rotllets d'anís, coques de Sant Antoni, spécialités de la pâtisserie de cette cité.
Finalement, pendant la traditionnelle fête annuelle de l'artichaut, se déroulent des démonstrations gastronomiques pendant lesquelles sont élaborés une multitude de plats -depuis les entrées jusqu'aux desserts- qui ont comme produit de base, la vedette  des jardins de Benicarló.

## Personnalités
- Giovanni Voyer (1901-1976), ténor.
- Pichi Alonso, ancien joueur du FC Barcelone, est originaire de Benicarló.

## Jumelages
- Saint-Pol-de-Léon (France) (capitale bretonne de l'artichaut)
- Ladispoli (Italie)